# John C. Willke
John C. Willke (Maria Stein, Ohio, 5 de abril de 1925-Cincinnati, 20 de febrero de 2015) fue un médico, escritor y activista provida estadounidense. Fue presidente de National Right to Life y, junto con su esposa Barbara, escribió varios libros sobre el aborto y la sexualidad humana.

## Biografía
Willke nació en Maria Stein, Ohio, hijo de Marie Margaret (Wuennemann) y Gerald Thomas Willke. Se graduó de la escuela secundaria Roger Bacon (1942) y tras obtener su doctorado en medicina en la Universidad de Cincinnati (1948), se casó con la enfermera Barbara Hiltz. Willke trabajó como médico de familia en Cincinnati y formó parte del personal de los hospitales anteriormente llamados Providence y Good Samaritan. Dejó la medicina en 1988 para dedicarse por completo al movimiento antiabortista.
En las décadas de 1950 y 1960, Willke y su esposa impartieron cursos de educación sexual basados exclusivamente en la abstinencia para la Iglesia Católica y se mostraron cada vez más preocupados por el movimiento a favor del derecho al aborto. A principios de la década de 1970, fundó Right to Life of Greater Cincinnati junto con su esposa para presionar contra el caso Roe contra Wade. En 1971, Willke y su esposa escribieron Handbook on Abortion (Manual sobre el aborto), que vendió más de un millón de copias y fue influyente en el movimiento provida. El uso de la fotografía gráfica por parte de Willke fue pionero en su prominencia en los materiales antiabortistas. El libro promovía la falsa creencia de que la violación no podía resultar en un embarazo y afirmaba que las mujeres a menudo inventaban acusaciones de violación.
En 1980, asumió la presidencia de National Right to Life, la organización antiabortista más grande y antigua del país. En la década de 1990, Willke desvió el enfoque de sus argumentos de la personalidad fetal y, en su lugar, buscó presentar el movimiento provida como "compasivo con las mujeres", en respuesta a las encuestas de opinión y las pruebas de mercado que lo convencieron de que esta sería una estrategia más efectiva.

## Perspectivas sobre el embarazo por violación
Willke defendía el concepto de que las mujeres víctimas de violación poseen defensas fisiológicas contra el embarazo y, por lo tanto, rara vez quedan embarazadas después de una agresión sexual. Willke escribió en Christian Life Resources en 1999: «No hay mayor trauma emocional que pueda experimentar una mujer que una violación por agresión. Esto puede alterar radicalmente su posibilidad de ovulación, fertilización, implantación e incluso la crianza de un embarazo». Willke afirmaba que, en lo que él llamaba «violación forzada» o «violación por agresión» (que Willke definía como un caso distinto del estupro), el embarazo es poco frecuente, con solo aproximadamente cuatro embarazos por estado al año. Una investigación publicada en el Journal of American Obstetrics and Gynecology concluyó que la violación «es causa de muchos embarazos no deseados». Un estudio independiente de 405 mujeres víctimas de violación en edad reproductiva reveló que el 6,4% quedó embarazada.
En una entrevista el 20 de agosto de 2012, tras la controversia sobre la violación y el embarazo de Todd Akin, Willke declaró: «Es algo traumático: está, digamos, tensa. Tiene miedo, está apretada, etc. Y si el esperma se deposita en su vagina, es menos probable que fecunde. Las trompas están espásticas». Las afirmaciones de Willke fueron desestimadas por expertos en obstetricia y ginecología, considerándolas falsas y descabelladas. El Congreso Americano de Obstetras y Ginecólogos declaró que las víctimas de violación no tenían control sobre si se embarazaban o no, y añadió que «sugerir lo contrario contradice verdades biológicas fundamentales».

## Afiliaciones políticas
La campaña presidencial de Mitt Romney en 2008 presentó a Willke como "un importante representante de la agenda provida y profamilia del gobernador Romney", y Romney expresó su orgullo por "contar con el apoyo de un hombre que ha significado tanto para el movimiento provida en nuestro país".
Después de que Todd Akin, representante estadounidense por Misuri, hiciera un comentario controvertido sobre la violación y el embarazo, afirmando que la "violación legítima" rara vez resulta en un embarazo, Willke defendió públicamente a Akin, afirmando que creía que Akin quería decir "violación forzada" y no "violación legítima". El congresista enfrentó críticas por la frase "violación legítima", que se interpretó como una sugerencia de que algunas formas de violación son aceptables. Akin confirmó que se equivocó y que Willke tenía razón al decir "violación forzada".
En agosto de 2012, Willke le escribió a Mitt Romney una carta en la que decía: «Es hora de que los líderes republicanos se pongan a la altura de los principios y la valentía del representante Akin y lo apoyen a él y a la plataforma republicana que defiende la protección de toda vida humana». Willke declaró a la oficina de Washington de The Daily Telegraph que se había reunido con Romney durante su campaña presidencial de 2012, y que Romney lo había elogiado diciendo: «Gracias por su apoyo; coincidimos en casi todo, y si soy elegido presidente, haré importantes declaraciones provida».

## Publicaciones (en inglés)
- Handbook on Abortion ISBN 978-0910728140  First published in 1971, the Handbook on Abortion is an anti-abortion booklet written and published by Willke and his wife. The booklet has been widely distributed, republished, and translated, and has been influential in shaping anti-abortion thought, according to journalist Linda Greenhouse.
- Abortion and Slavery: History Repeats ISBN 978-0685087824
- How to Teach Children the Wonder of Sex: a guide for parents and teachers ISBN 978-0910728171
- Assisted Suicide & Euthanasia, Past & Present ISBN 978-0910728225
- Abortion, Questions and Answers: Why Can't We Love Them Both ISBN 978-0318351650
- Abortion and the Pro-life Movement: An Inside View (2014)